# Кирххайм-ин-Швабен
Кирххайм-ин-Швабен (нем. Kirchheim in Schwaben) — община в Германии, в земле Бавария. 
Подчиняется административному округу Швабия. Входит в состав района Нижний Алльгой. Подчиняется административному сообществу Кирххайм-ин-Швабен.  Население составляет 2444 человека (на 31 декабря 2010 года). Занимает площадь 31,95 км². Община подразделяется на 4 сельских округа.
Главная достопримечательность — замок Фуггеров.